# 森主一
森 主一（もり しゅいち、1912年6月7日 - 2007年2月25日）は、日本の生物学者（生態学・時間生物学）。勲二等。京都大学名誉教授、滋賀大学名誉教授、静岡女子大学名誉教授。理学博士（京都帝国大学・1945年）。
ラテン文字転写の際にSyuiti Moriと表記される場合もある。
京都大学理学部教授、京都大学理学部附属大津臨湖実験所所長、京都大学理学部学部長、日本学術会議会員、静岡女子大学学長（第3代）、滋賀大学学長（第7代）、滋賀大学経済短期大学部学長（第7代）、環境市民代表（初代）などを歴任した。

## 概要
徳島県出身の生態学や時間生物学を専攻する生物学者である。「日本の生態学の草分け」と評されており、太平洋戦争後の日本における生態学の確立に大きな役割を果たした。長期間にわたるショウジョウバエの暗黒飼育実験で知られており、「生物リズム研究の先駆者」とも評された。また、「生態系」という用語を一般社会に広めた人物としても知られている。長年にわたり京都大学で教鞭を執るなど、後進の育成に努め、静岡女子大学、滋賀大学では学長を務めた。

## 来歴

### 生い立ち
1912年（明治45年）6月7日、徳島県徳島市にて生まれた。京都帝国大学理学部動物学専攻にて学んだ。当時の帝国大学においては、動物生態学の講義が正式に開設されていたのは京都帝国大学のみであったため、それを意識して進学先を決めたという。理学部では川村多実二の門下となり、ヤマトカワニナについて研究した。1935年（昭和10年）3月、京都帝国大学理学部卒業。
1935年（昭和10年）4月に京都帝国大学の大学院に進学したものの、1937年（昭和12年）12月に召集され陸軍に入営し、日中戦争の前線に送られた。なお、陸軍においては予備士官学校にて教育総監賞を受賞しており、現地の歩兵連隊では連隊旗手を務めた。1942年（昭和17年）5月に召集が解除されたため、大学院に戻った。
川村多実二から海洋生物の研究をしてはどうかと提案され、ウミサボテンについての研究を始めた。戦火の下で「動物の週期的活動に関する研究」と題した博士論文を執筆した。1945年（昭和20年）3月8日付で京都帝国大学より理学博士の学位を取得した。同年8月15日、太平洋戦争は終結した。

### 生物学者として
太平洋戦争後は、1950年（昭和25年）1月、京都大学理学部助教授に着任。理学部においては、主に動物学科の講義を担当、生理生態学講座を受け持った。1962年（昭和37年）10月京都大学理学部教授、学内の要職も歴任した。1963年（昭和38年）4月、京都大学理学部附属大津臨湖実験所所長。1973年（昭和48年）4月から1975年（昭和50年）3月まで、京都大学理学部長。また、他の公的機関の役職も兼任していた。1975年（昭和50年）1月から1985年（昭和60年）6月まで、日本学術会議会員。1976年（昭和51年）、京都大学を定年退職、同年4月1日、京都大学名誉教授。
1977年（昭和52年）5月から1981年（昭和56年）4月まで、静岡女子大学（現：静岡県立大学）学長。学長退任後、静岡女子大学名誉教授。
1983年（昭和58年）7月17日から1989年（平成元年）7月16日まで、滋賀大学学長、学長退任後、滋賀大学名誉教授。
1990年（平成2年）には、これまでの業績が評価され勲二等旭日重光章が授与された。晩年は市民団体である「環境市民」にて代表を務めた。2007年（平成19年）2月25日に死去。

## 研究
専門は生物学であり、特に生態学や時間生物学に関する分野の研究に従事した。その生涯で、約20冊の著書と約300篇の論文、評論、解説を遺している。動物の外部環境と体内生理機高ﾆの関係について研究し、環境の主体化を通じた動物の進化を解き明かそうと試みた。
具体的には、ウミサボテンの自律日周期活動について研究していた。ウミサボテンの伸縮活動を100日以上にわたって観察することで周期性を見出し、その成果を1948年（昭和23年）に『動物の週期活動』と題して上梓したが、この本は日本で初めての生物リズムに関する書籍とされる。森自身も「おそらく、この本が、本邦では生物リズムに関しての最初のものでしょう」と述べていた。この本において、潮汐周期活動、日周期活動、太陰周期活動、年周期活動などを論じている。また、時間生物学は、1960年（昭和35年）のコールド・スプリング・ハーバー・シンポジウムで方法論が確立されたといわれるが、その1960年のシンポジウムに森も招待されており、講演を行っている。なお、当該シンポジウムに出席していた日本人は、森と加藤陸奥雄の2名だけであった。森が招待されたのは、このシンポジウムの中心人物であったユルゲン・アショフの推薦によるものであり、森の業績を留学生の本間慶蔵がアショフに紹介していたためとされる。
また、ショウジョウバエの形質の長期変動について研究していた。その一環として、1954年（昭和29年）11月より、極めて長期にわたってショウジョウバエの暗黒飼育実験を続けており、森の離任後も生物学者の今福道夫らによって受け継がれた。生物学者の小野勇一は、エピジェネティクスの研究を例に「必ず後ろにロングタームな観察が付いていないと仕事にならん代物です」と述べるなど、生態学における長期的な視点の重要性を指摘しており、森の極めて長期にわたる暗黒飼育実験について高く評価している。
そのほか、淡水生の貝類の分類や、その生態の調査にも取り組んだ。ヒラマキガイ科においては、いくつかの種の学名の命名者として森の名が遺されている。
学術団体に関しては、生態学の学会設立を目指して梅棹忠夫と共に奔走した。当時の日本には、植物生態学に関する学会として中野治房らの日本植物生態学会と吉井義次らの植物生態学会の2つが並立していたが、動物生態学に関する学会は存在しなかった。そこで、森と梅棹を中心にまず動物生態学懇談会を結成した上で、1950年（昭和25年）の日本動物学会大会にて生態学に関する学会設立を広く呼び掛けた。しかし、森に対して下泉重吉が「梅棹さんの演説によると、私は生態学会からしめ出される。私をしめ出すような学会を作ってくれるな」と苦言を呈するなど、生態学の範囲をめぐって森と梅棹にさまざまな意見が寄せられた。その結果、森らは関係する研究者間の調整に奔走し、1953年（昭和28年）9月14日に関係者間で日本生態学会設立で合意するに至り、同年10月1日に設立趣意書を配布した。また、2000年（平成12年）には、応用生態工学研究会より名誉会員の称号を授与された。

## 人物
歴史を記憶に蓄積せよ
陸軍に召集され中華民国の戦線に出征した経験を持ち、折に触れ戦争の悲惨さと平和の大切さを説いていた。滋賀大学の学位記授与式においては、式辞で「歴史を記憶に蓄積せよ」と呼びかけていたという。生物学者の井深信男は、森について「先生の戦争を憎む気持ちはまことに強いものがあり、色々な機会を捕え、メディアなどでそのことに触れられている」と評している。
大学は学問の発電所
滋賀大学学長在任時、「大学は学問の発電所であって、変電所であってはならない」と警鐘を鳴らしていた。
生態系
「生態系」という用語を、日本の社会に広く浸透させたことで知られている。一方で、人口に膾炙するようになった結果、本来の意味とは異なる用法で安易に用いられることが増えているとされる。生物学者の松田裕之も、学生時代に安易に「生態系」という単語を用いたところ、森から戒められたという。当時の状況について、松田は「学生時代、森主一先生に怒られました（笑）」と述懐している。
梅棹忠夫の教授立候補
京都大学の現役大学院生の梅棹忠夫が理学部の教授にいきなり立候補したところ、面白おかしく報道され、教授会で問題となった。当時教授だった駒井卓は「下剋上」だと梅棹を批判する文書を教授会に提出し、森の恩師である名誉教授の川村多実二も梅棹を批判する文書を提出しようとした。森が「先生、名誉教授がこういうものを教授会にお出しになるのは良くない。やめて下さい」と諫めたところ、川村の不興を買った森は破門された。
最終的に、梅棹に対する監督責任を問われ、教授の宮地伝三郎に対する辞職勧告が教授会で採決される事態となった。森は大沢済とともに「辞職勧告によって辞職するなら、1人で治まりませんよ。僕らもやめますよ。そうしたら大きい社会問題になりますよ」と訴えて宮地をかばい、宮地に対する辞職勧告を回避した。
英字表記
自身の氏名をラテン文字転写する際は、訓令式に「Syuiti Mori」と表記していた。

## 略歴
- 1912年 - 徳島県徳島市にて誕生[1][3]。
- 1935年 - 京都帝国大学理学部卒業[1][3][5]
- 1937年 - 陸軍応召[1][3][6]。
- 1942年 - 陸軍召集解除[1][3][6]。
- 1950年 - 京都大学理学部助教授[1][3][5]
- 1962年 - 京都大学理学部教授[1][3][5]
- 1963年 - 京都大学大津臨湖実験所所長[1][3][5]
- 1973年 - 京都大学理学部長[1][3][5]
- 1975年 - 日本学術会議会員[1][3]
- 1976年
  - 京都大学定年退職[1][3][5]。
  - 京都大学名誉教授[3]
- 1977年 - 静岡女子大学学長[1][3][5][9]
- 1981年 - 静岡女子大学名誉教授[3]
- 1983年
  - 滋賀大学学長[1][3][5][10]
  - 滋賀大学経済短期大学部学長
- 1989年 - 滋賀大学名誉教授[3]
- 2000年 - 応用生態工学研究会名誉会員[19]
- 2007年 - 死去[1][3][5]。

## 栄典
- 1990年 - 勲二等旭日重光章[5]

## 著作

### 単著
- Syuiti Mori, Classification of Japanese Pisidium, [s.n.], 1938. NCID BB21548122
- 森主一著『野鳥の囀りと環境』富書店、1946年。全国書誌番号:46016150
- 森主一著『動物の週期活動』北方出版社、1948年。全国書誌番号:48009404
- 森主一著『木船害虫と其の防除』日本出版社、1948年。全国書誌番号:46018429
- 森主一著『いのちのふしぎ』文祥堂、1949年。全国書誌番号:22200397
- 森主一著『動物の生活リズム――日周期の話』岩波書店、1972年。全国書誌番号:45000991
- 森主一研究代表者『生態学の現状分析と将来の進路』［出版者不明］、1979年。NCID BB05646299
- 森主一著『大学魚族の生態』森主一、1989年。ISBN 4888481067
- 森主一著『動物の生態』2版、京都大学学術出版会、1997年。ISBN 4876980470
- 森主一著『動物の生態』改訂3版、京都大学学術出版会、2000年。ISBN 4876984093

### 共著
- 宮地伝三郎・森主一共著『動物の生態』岩波書店、1953年。全国書誌番号:53007593
- 森主一・根来健一郎・水野信彦著『紀の川水系の生物と漁業の実態調査と大滝ダム建設の影響予測』［出版者不明］、1967年。NCID BA90768481
- 大沢文夫ほか編『集団と生態』朝倉書店、1977年。全国書誌番号:77019552

### 編纂
- Productivity of communities in Japanese inland waters, S. Mori and G. Yamamoto (ed.), University of Tokyo Press, 1975. NCID BA01174816
- Proceedings of the first Workshop on the Promotion of Limnology in the Developing Countries, 29-30 August, 1980, Syuiti Mori and Isao Ikusima (ed.), Organizing Committee, XXI SIL Congress, 1980. 全国書誌番号:84006466
- An introduction to limnology of Lake Biwa, Syuiti Mori (ed.), [s.n.], 1980. NCID BA0531710X
- Tasek Bera -- the ecology of a freshwater swamp, J. I. Furtado and S. Mori (ed.), W. Junk Publishers, 1982. ISBN 9061931002
- 森主一・村尾勇之編著『女性の自立とライフ・サイクル』家政教育社、1985年。ISBN 4760602216

### 翻訳
- ラモン・マルガレフ著、森主一・今福宏司・山村則男共訳『将来の生態学説』築地書館、1972年。全国書誌番号:69004476
- リチャード・N・T‐W‐ファインズ著、森主一訳『地球の歴史と生態学』紀伊国屋書店、1977年。全国書誌番号:77019676

### 註釈
1. ↑  「動物の週期的活動に関する研究」の「週期」という表記は原文ママである。
2. ↑  京都大学理学部附属大津臨湖実験所は、理学部附属植物生態研究施設と統合され、1991年に生態学研究センターとなった。
3. ↑  環境市民は、2002年に特定非営利活動法人環境市民に改組された。
4. ↑  『動物の週期活動』の「週期」という表記は原文ママである。
5. ↑  応用生態工学研究会は、2002年に応用生態工学会に改組された。

## 関連人物
- 梅棹忠夫
- 加藤陸奥雄
- 川村多実二
- 根来健一郎
- 松田裕之 (生態学者)
- ラモン・マルガレフ
- 宮地伝三郎
- 山村則男